# Alfred Müller (Politiker)
Alfred Müller (* 14. März 1955 in Sonneberg) ist ein deutscher Politiker der SPD in Thüringen. Von 1994 bis 1999 war er reguläres Mitglied des Thüringer Landtags sowie Mandats-Nachfolger vom 8. August 2001 bis Ende der Wahlperiode 2004 (als Nachrücker für Richard Dewes, der am 6. August 2001 sein Landtags-Mandat niedergelegt hatte).
Alfred Müller studierte Mathematik, Rechentechnik und Ökonomische Kybernetik und schloss sein Studium 1978 als Diplom-Mathematiker ab. 1984 Promotion A zum Dr. rer. nat. auf dem Gebiet Mathematische Methoden der Optimierung – numerische Verfahren. 1983–1990 Tätigkeit als Entwicklungsingenieur im VEB Mikroelektronik Erfurt, 1990–1991 Abteilungsleiter Haushalts-, Kassen- und Rechnungswesen beim Magistrat der Stadt Erfurt. 1991–1994 SPD-Fraktionsgeschäftsführer im Rat der Stadt Erfurt.
Er war ab Mai 1990 tätig als Vorsitzender des Finanzausschusses des Rates der Stadt Erfurt sowie als Schatzmeister des SPD-Landesverbandes Thüringen, der Sozialdemokratischen Gemeinschaft für Kommunalpolitik in Thüringen e. V. und des Mietervereins Thüringen. Zudem war er Mitglied des Verwaltungsrates der Sparkasse Erfurt und des Aufsichtsrates der Klinikum Erfurt GmbH.
Von 2007 bis 2018 war Alfred Müller Leiter der Stadtkämmerei Erfurt.
Müller ist SPD-Mitglied seit Februar 1990 – zuvor war er parteilos.